# Staré Křečany
Staré Křečany är en ort i Tjeckien.   Den ligger i regionen Ústí nad Labem, i den norra delen av landet, 100 km norr om huvudstaden Prag. Staré Křečany ligger 402 meter över havet och antalet invånare är 1 244.
Terrängen runt Staré Křečany är platt norrut, men söderut är den kuperad. Terrängen runt Staré Křečany sluttar norrut.Runt Staré Křečany är det tätbefolkat, med 411 invånare per kvadratkilometer. Närmaste större samhälle är Rumburk, 4,3 km öster om Staré Křečany. Omgivningarna runt Staré Křečany är en mosaik av jordbruksmark och naturlig växtlighet.